# Nežka Raztresen

Nežka Raztresen, slovenska pesnica in pisateljica, * 23. junij 1928, Jankoviči pri Adlešičih, † 18. januar 2013, Novo mesto

## Življenje
Rodila se je v Jankovičih pri Adlešičih. Bila je najmlajša izmed petih otrok. Osnovno šolo je obiskovala v Črnomlju in Novem mestu. Njena izobraževalna pot se je nadaljevala na Srednji vzgojiteljski šoli v Ljubljani, nato pa je kot vzgojiteljica službovala v Tržiču na Gorenjskem. V času službovanja je začela pisati prozo in poezijo. 

## Ustvarjanje
S pisanjem se je začela ukvarjati že pri sedemnajstih letih. Kmalu po zaposlitvi, je kot vzgojiteljica začela pisati pesmi za otroke (Čudne sanje, Igračka, Potepinko, Požrešna muha, Uganka, Vasovalec,  in druge), kasneje pa sta v pesmih začela prevladovati motiva nostalgije in otožnosti (Bila bi, Konec poti, Ljubim, Partizanska sirota, Usoda). Skozi dela se prepletajo motivi otroštva, mladosti in narave, v vseh pa je čutiti avtobiografijo.
Doslej je izdala pesniške zbirke z naslovom Samotarka (1972), ki je izšla v Kočevskem tisku, V valovih življenja (1978), izdano v samozaložbi, Tiha jesen (1979) in Nepozabni biseri (1989), izdano v založbi DRUMAC.
Avtorica je delo Nepozabni biseri (1998) razdelila na tri cikle: Svet otroških sanj, Besede spoznanja in Spomini živijo dalje. V tretjem ciklu je napisala tudi kratke proze, v obliki črtic (Berač z malho, Kos kruha, Nekoč je bilo tako, Pastirica, Strah ima velike oči, Spomini, Vrnitev, Vzgojiteljica - pastirica).  
Svoje pesmi je objavljala v Kmečkem glasu in v Dolenjskem listu. 

## Dela
- Samotarka, 1972
- V valovih življenja, 1978
- Tiha jesen, 1979
- Nepozabni biseri, 1998